# G級駆逐艦 (3代)
G級駆逐艦（Gきゅうくちくかん、英語: G-class destroyer）はイギリス海軍の駆逐艦の艦級。ウェポン級の小改正型として1944年度計画で建造される予定だったが、8隻が発注されたところで計画中止となった。「ガラント」をネームシップとして、ガラント級（Gallant-class）と称されることもある。

## 来歴
イギリス海軍では1942年度計画より、従来の戦時急造駆逐艦の設計から脱却し、両用砲と高角機銃を多数搭載した強力な艦隊駆逐艦であるバトル級の建造を開始した。しかし同級は大型・高価であり、艦隊駆逐艦を全て同級で充足することは難しかったため、海軍はハイ・ロー・ミックス運用を採択した。この「ロー」側にあたる中間的駆逐艦としては、1942年度計画では戦時急造駆逐艦の最終発達型にあたるCh・Co・Cr級、そして1943年度計画ではこれとほぼ同規模の新規設計艦としてウェポン級が建造された。
続く1944年度計画では、艦隊駆逐艦はバトル級を発展させたデアリング級に移行した。これを補完する中間的駆逐艦としては、ウェポン級をもとに設計を修正して艦砲を強化した発展型が予定されていた。これが本級である。

## 設計
上記の経緯より、基本設計はウェポン級が踏襲された。ただし装備変更に伴う排水量増加を受けて、船体は18インチ (46 cm)拡幅される予定であった。また重量増を代償するため、燃料庫容量の削減や上部構造物の減高およびアルミニウム合金の導入、溶接工法の範囲拡大、配線重量の削減などが図られており、これにより65トンの重量減少が見込まれていた。
機関構成はウェポン級と同様であり、缶室と機械室のシフト配置も踏襲された。ただし上記の燃料庫容量の削減によって重油搭載量は586トンに低下し、20ノット巡航時の航続距離は4,400海里に短縮した（ウェポン級ではそれぞれ630トン、5,000海里）。

## 装備
ウェポン級からの最大の変更点が艦砲である。ウェポン級ではハント級II型・IV型やブラックスワン級スループと同じく45口径10.2cm連装高角砲（QF 4インチ砲Mk.XVI）3基が搭載されていたのに対し、本級では、デアリング級と同じく、45口径11.4cm砲（QF 4.5インチ砲Mk.V）を軽量のMk.VI砲架と組み合わせて2基搭載することとされた。なおこの砲は、のちに砲架とあわせてMk.6と改称されている。射撃指揮装置としては、後期バトル級と同様にアメリカ製のMk.37方位盤が搭載される予定であった。
その他の兵装はウェポン級と同構成が予定されており、近距離用の対空兵器はSTAAG（Stabilized Tachymetric Anti-Aircraft Gun）式56口径40mm連装機銃2基と56口径40mm単装機銃2基、対艦兵器は21インチ5連装魚雷発射管2基、対潜兵器は爆雷投射機2基、投下軌条2条、爆雷50発であった。

## 同型艦
当初計画では2個戦隊分16隻の建造が予定されていたが、下記の1個戦隊分8隻が発注されたところで計画中止となり、これらの建造も中止された。
- ゲール（HMS Gael）
- ガラント（HMS Gallant）
- ガントレット（HMS Gauntlet）
- ガーンジー（HMS Guernsey）
- グローワーム（HMS Glowworm）
- グラフトン（HMS Grafton）
- グレイハウンド（HMS Greyhound）
- ギフト（HMS Gift）